# Deutsche Geophysikalische Gesellschaft

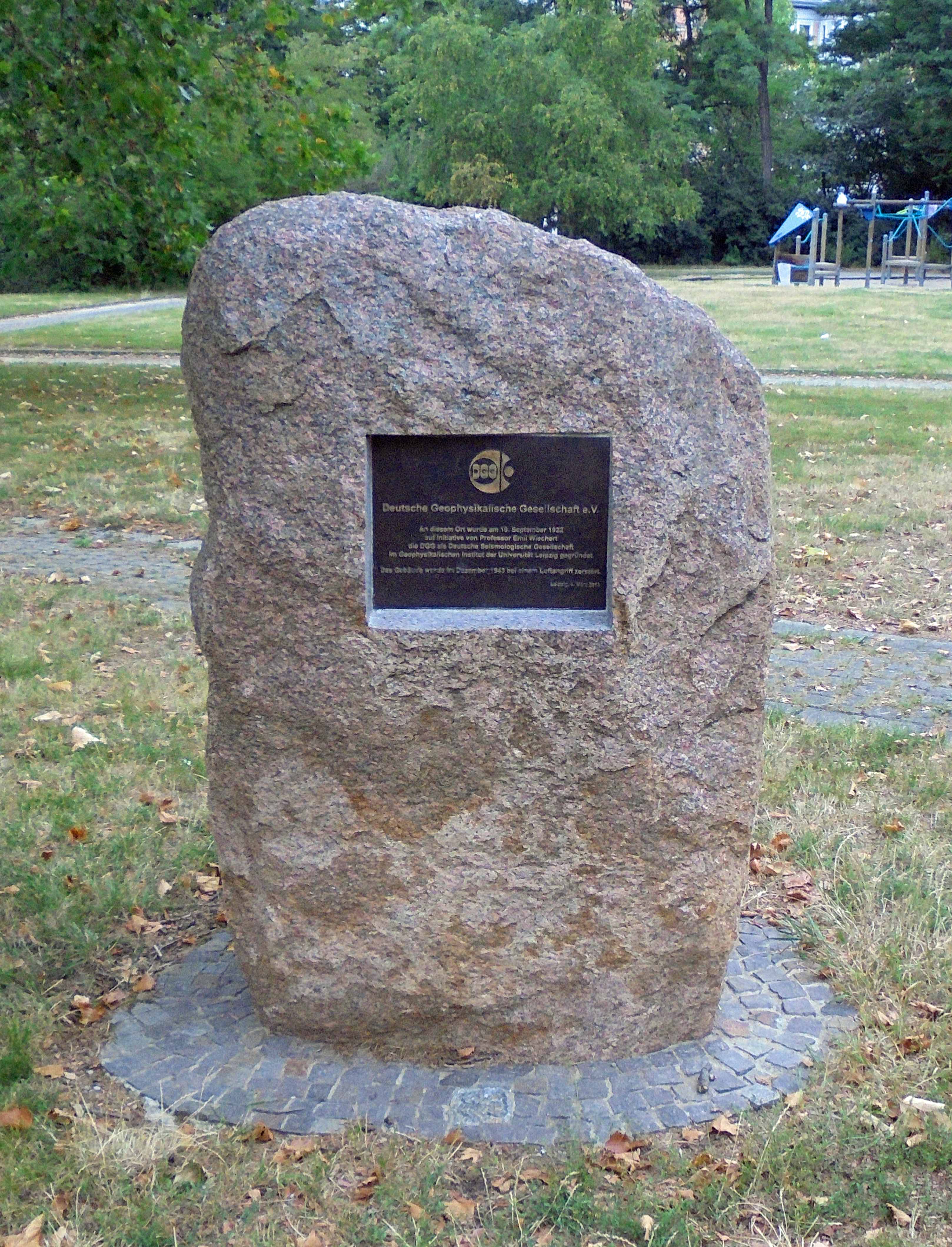
Gedenkstein am Leipziger Gründungsort der Gesellschaft (2019)

Die Deutsche Geophysikalische Gesellschaft e. V. (DGG) ist eine wissenschaftliche Vereinigung mit dem Ziel der Förderung der Geophysik in Forschung, Lehre und Anwendung. Sie wurde 1922 in Leipzig auf Initiative des Seismologie-Professors Emil Wiechert zunächst unter dem Namen Deutsche Seismologische Gesellschaft gegründet. Bei der Jahrestagung 1924 wurde sie auf die heutige Bezeichnung umbenannt.
Neben Förderung des geophysikalischen Wissens in Forschung, Lehre und Anwendung zählt zu den Hauptaufgaben die  geophysikalische Öffentlichkeitsarbeit, die Kooperation mit benachbarten Fachgebieten und die Förderung des wissenschaftlichen Nachwuchses. Die Gesellschaft vertritt die deutsche Geophysik in nationalen und internationalen Gremien und verleiht diverse Auszeichnungen.
Ihre frühere Aufgabe als offizielle Vertretung Deutschlands in der Internationalen Union für Geodäsie und Geophysik ging auf das um 1970 gegründete Nationalkomitee für Geodäsie und Geophysik über.

## Geschichte
Die Gründung erfolgte am 19. September 1922 im Hörsaal des Geophysikalischen Instituts der Universität Leipzig, Talstraße 38, als Teilveranstaltung der Hundertjahrfeier der Gesellschaft Deutscher Naturforscher und Ärzte. Das 1912 gegründete Geophysikalische Institut befand sich seit 1917 in diesem Gebäude, nachdem die Königliche Taubstummenanstalt in ihr neues Domizil, die Samuel-Heinicke-Schule, umgezogen war. Das Institutsgebäude wurde im Zweiten Weltkrieg zerstört. Im März 2013 wurde an der Stelle des ehemaligen Institutsgebäudes zur Erinnerung an die Gründung ein granitener Gedenkstein mit einer Bronzeschrifttafel errichtet.
Die insgesamt 24 Gründungsmitgliedern waren:
- Karl Almstedt (1891–1964), Braunschweig
- Karl Erich Andrée, Königsberg i. Pr
- Gustav Angenheister, Göttingen
- Ernst-August Ansel (1874–1952), Freiburg i. Br.
- Rudolf Berger (1869–?), Potsdam
- Friedrich Burmeister, München
- Friedrich Errulat (1889–1969), Königsberg i. Pr.
- Immanuel Friedländer, Neapel
- Beno Gutenberg, Darmstadt
- Wilhelm Haubold (1893–1986), Hannover
- Oskar Hecker, Jena
- Franz Kossmat, Leipzig
- Gerhard Krumbach, Jena
- Wilhelm Löhr (?–?), Bochum
- Karl Mack, Hohenheim
- Ludger Mintrop, Hannover
- Peter Polis, Aachen
- Richard Schütt (1864–1943), Hamburg
- Wilhelm Schweydar, Potsdam
- August Heinrich Sieberg, Jena
- Ernst Tams, Hamburg
- Julius Wagner, Frankfurt a. M.
- Emil Wiechert, Göttingen
- Conrad Zeissig (1865–1943), Darmstadt-Jugenheim

Die Umbenennung der Gesellschaft in Deutsche Geophysikalische Gesellschaft erfolgte 1924 auf der Jahrestagung in Innsbruck. Als erster Vorsitzender wurde abermals Emil Wiechert gewählt.
2015 gründete sie zusammen mit drei anderen Fachgesellschaften den Dachverband der Geowissenschaften.

## Aufgaben der Gesellschaft
Zu den Zielen der DGG zählt die Erweiterung und Verbreitung geophysikalischen Wissens in Forschung, Lehre und Anwendung. Sie fördert den wissenschaftlichen Nachwuchs und die interdisziplinäre Zusammenarbeit mit benachbarten Fachgebieten. Außerdem tritt die DGG für eine sachgerechte Information der Öffentlichkeit bei geophysikalischen Themen ein. Die DGG vertritt und unterstützt die Interessen der Geophysik in nationalen und internationalen Gremien und würdigt besondere wissenschaftliche Leistungen durch Auszeichnungen. Die höchste Auszeichnung der DGG ist die Emil-Wiechert-Medaille, die unregelmäßig alle drei bis fünf Jahre für herausragende Arbeiten auf dem Gebiet der Geophysik verliehen wird. Weitere Ehrungen sind der Karl-Zoeppritz-Preis für den wissenschaftlichen Nachwuchs, die Walter-Kertz-Medaille für die außerfachliche Förderung der Geophysik sowie die Ernst-von-Rebeur-Paschwitz-Medaille für herausragende wissenschaftliche Leistungen. Für herausragende Arbeiten von Nachwuchswissenschaftlern vergeben sie den Günter-Bock-Preis.
Die jährlich stattfindende Tagung der DGG findet üblicherweise im Frühjahr an wechselnden Orten statt. Diese sind in der Regel Standorte geophysikalischer Institute. Die Deutsche Geophysikalische Gesellschaft hat zurzeit etwa 1.150 Mitglieder.

## Günter-Bock-Preis
Er wird seit 2006 für Nachwuchswissenschaftler vergeben, die eine herausragende Arbeit veröffentlichten. Der Preis ist nach Günter Bock benannt, dem Herausgeber des Geophysical Journal International der DGG. Er starb 2002 bei einem Flugzeugabsturz in Luxemburg. Er ist nicht mit dem gleichnamigen Stipendium der Städelschule Frankfurt zu verwechseln.
Preisträger sind:
- 2006  Thomas Forbriger, Schiltach/Karlsruhe
- 2007 Christoph Sens-Schönfelder, Leipzig
- 2009  Michael Becken, Potsdam
- 2010  Nina Köhler, Karlsruhe
- 2011  Marcus J. Beuchert, Frankfurt am Main
- 2012  Gareth Crutchley, Kiel
- 2013  Urs Böniger, Potsdam
- 2014  Dennis Höning, Berlin
- 2015  Matthias Bücker, Braunschweig/Bonn
- 2016  Felix Hlousek, Freiberg
- 2017  Amir Haroon, Köln
- 2018  Eva Bredow, Potsdam
- 2019  Raphael Rochlitz, Hannover

## Vorsitzende/Präsidenten
- 1922–1925 Emil Wiechert, Göttingen
- 1925–1926 Oskar Hecker, Jena
- 1926–1927 Adolf Schmidt, Potsdam
- 1927–1929 Ernst Kohlschütter, Potsdam
- 1929–1930 Franz Linke, Frankfurt am Main
- 1930–1936 Ernst Kohlschütter, Potsdam
- 1936–1945 Julius Bartels, Eberswalde und Potsdam
- 1947–1949 Ernst Kleinschmidt (1877–1959)[8], Hamburg
- 1949–1951 Günther Böhnecke, Hamburg
- 1951–1953 Wilhelm Hiller, Stuttgart
- 1953–1955 Friedrich Errulat, Hamburg und Essen
- 1955–1958 Karl Jung, Clausthal–Zellerfeld
- 1958–1961 Walter Dieminger, Lindau/Harz
- 1961–1963 Hans Closs, Hannover
- 1963–1964 Walter Kertz, Braunschweig
- 1964–1966 Alfred Schleusener, Hannover
- 1966–1968 Karl Brocks, Hamburg
- 1968–1971 Gustav Angenheister, München
- 1971–1973 Heinz Menzel, Hamburg
- 1973–1975 Albrecht Hahn, Hannover
- 1975–1977 Manfred Siebert, Göttingen
- 1977–1979 Karl Fuchs, Karlsruhe
- 1979–1981 Hans Berckhemer, Frankfurt am Main
- 1981–1983 Hans–Jürgen Dürbaum, Hannover
- 1983–1985 Ulrich Schmucker, Göttingen
- 1985–1987 Heinrich Soffel, München
- 1987–1989 Hans A. K. Edelmann, Hannover
- 1989–1991 Helmut Wilhelm, Karlsruhe
- 1991–1993 Jürgen Fertig, Hannover und Clausthal–Zellerfeld
- 1993–1995 Ralph Hanel, Hannover
- 1995–1997 Fritz M. Neubauer, Köln
- 1997–1999 Franz Jacobs, Leipzig
- 1999–2001 Horst Rüter, Dortmund
- 2001–2003 Burkhard Buttkus, Hannover
- 2003–2005 Gerhard Jentzsch, Jena
- 2005–2007 Harro Schmeling, Frankfurt am Main[9]
- 2007–2009 Hans-Joachim Kümpel, Hannover[10]
- 2009–2011 Ugur Yaramanci, Berlin[11]
- 2011–2013 Eiko Räkers, Essen[12]
- 2013–2015 Michael Korn, Leipzig[13]
- 2015–2017 Michael Weber, Potsdam[14]
- 2017–2019 Christian Bücker, Hamburg[15]
- 2019–2021 Heidrun Kopp, Kiel[16]
- 2021–2023 Thomas Bohlen, Karlsruhe
- seit 2023 Bodo Lehmann, Essen

## Veröffentlichungen
- Deutsche Geophysikalische Gesellschaft: Mit Geophysik in die Zukunft – eine Denkschrift 1997, Verlag DGG, Münster. Seite über die Online-Fassung